# Konfrontation: Markus Feldenkirchen trifft...
Konfrontation: Markus Feldenkirchen trifft… ist eine Reportagenserie des Autors Markus Feldenkirchen, gedreht ab dem Jahr 2020. Die Sendung wird im Ersten und WDR ausgestrahlt.

## Handlung
In jeder Folge des Fernsehformats Konfrontation: Markus Feldenkirchen trifft… begegnet der Journalist Markus Feldenkirchen einer prominenten Persönlichkeit aus der Politik. Gemeinsam betrachten sie eine Reportage, die einen bestimmten Zeitraum im Leben des Politikers abdeckt. Die Interviews werden in einer entspannten und informellen Atmosphäre geführt, was tiefergehende und persönlichere Gespräche ermöglicht. Der Fokus liegt auf der Darstellung der Gedanken und Überzeugungen der interviewten politischen Persönlichkeit. Während der Betrachtung der Reportage haben beide Teilnehmer jederzeit die Möglichkeit, das Video zu unterbrechen und ein Gespräch über den Inhalt zu führen. Diese Möglichkeit einer direkten Reaktion auf die Reportage durch die prominente Persönlichkeit stellt einen innovativen Ansatz dar.

## Folgenübersicht
| Folge | Erstausstrahlung | Person            | Quellen      |
| ----- | ---------------- | ----------------- | ------------ |
| 1     | 26. Nov. 2020    | Armin Laschet     | [ 1 ] [ 2 ]  |
| 2     | 6. Dez. 2021     | Robert Habeck     | [ 3 ] [ 4 ]  |
| 3     | 28. März 2022    | Karl Lauterbach   | [ 5 ] [ 6 ]  |
| 4     | 12. Nov. 2023    | Sahra Wagenknecht | [ 7 ] [ 8 ]  |
| 5     | 10. Juni 2024    | Hendrik Wüst      | [ 9 ] [ 10 ] |
| 6     | 30. Sep. 2024    | Ricarda Lang      | [ 11 ]       |

## Entstehung
Es handelt sich um eine Produktion von beckground tv im Auftrag des WDR.

## Veröffentlichung
Die erste Folge wurde zunächst im WDR erstausgestrahlt. Die folgenden Folgen wurden im Ersten erstausgestrahlt.

## Rezeption
Der Titel der Reportage sei nach einem Zeit-Online-Artikel „mühsam-großspurig“. Die Verknüpfung von Dokumentation und Interview gehöre „zu den gelungeneren Versuchen von Politikabbildung im jüngeren deutschen Fernsehen. Der Buzzer ist dabei letztlich nur ein Trick, um all das, was nicht gefilmt werden konnte […], was tausendfach erzählt ist […] oder nach der Drehzeit sich erst ereignet hat […], in das Porträt als Interview zu integrieren.“ Dadurch unterscheide „sich die Sendung von den drögen Stephan-Lamby-Dokumentationen, die einem hinterher in wichtigtuerischer Ausführlichkeit nur noch einmal zeigen, was die ganze Zeit schon berichtet worden ist.“
Nach einem WeltPlus-Artikel kämen in Markus Feldenkirchens „Konfrontation“ mit Karl Lauterbach nicht alle relevanten Gesichtspunkte zur Sprache. Die Reportage dokumentiere „so unseren Provinzialismus, der sich hinter einer Fassade der Weltläufigkeit versteckt“.

### Auszeichnungen
- 2022: Deutscher Fernsehpreis – Bestes Infotainment: Konfrontation: Markus Feldenkirchen trifft Robert Habeck/Karl Lauterbach[14]